# Верувка
Верувка (пол. Werówka) — село в Польщі, у гміні Джевиця Опочинського повіту Лодзинського воєводства.
Населення — 349 осіб (2011).
У 1975-1998 роках село належало до Радомського воєводства.

## Демографія
Демографічна структура станом на 31 березня 2011 року:
|          | Загалом | Допрацездатний вік | Працездатний вік | Постпрацездатний вік |
| -------- | ------- | ------------------ | ---------------- | -------------------- |
| Чоловіки | 168     | 29                 | 111              | 28                   |
| Жінки    | 181     | 31                 | 101              | 49                   |
| Разом    | 349     | 60                 | 212              | 77                   |